# Vrijheid (Hoogstraten)
De Vrijheid is een hoofdstraat in de Belgische stad Hoogstraten. De straat doorkruist het stadscentrum van noord naar zuid. Aan de noordzijde gaat de Vrijheid bij het Van Aertselaerplein over in de Minderhoutsestraat en de Van Aertselaerstraat, aan de zuidzijde in de Heilig Bloedlaan.

## Naamgeving
De straat heeft in het verleden meerdere namen gehad. Zo is de straat Herbane, Steenweg of  's Heerenstraat genoemd. Ook kende de straat diverse deelnamen: het noordelijke deel stond bekend als Moleneinde of Poteinde, het middengedeelte was de Markt, en het zuidelijke deel heette Gasthuiseinde of Boereneind.
De huidige naam Vrijheid verwijst naar de vrijheidsrechten die hertog Hendrik I van Brabant in 1210 aan het pas gestichte Hoogstraten had geschonken.

## Geschiedenis
De Vrijheid was in de middeleeuwen onderdeel van de handelsroute tussen Antwerpen en noordelijke gewesten als Holland en Gelre. Hoogstraten fungeerde als marktplaats, en de Vrijheid bood onderdak aan zowel een weekmarkt als twee jaarmarkten. De straat werd reeds in 1357 als een steenweg aangeduid.
In 1598 brandde een groot deel van de huizen langs de Vrijheid af.
De voor de Vrijheid kenmerkende lindebomen werden vermoedelijk pas eind 17e of begin 18e eeuw geplant. De lindebomen zijn sinds 1955 een beschermd landschap.
In 1885 werd de tramlijn tussen Oostmalle en Hoogstraten geopend. Deze lijn liep over de Vrijheid heen.
Het huidige aanzicht van de straat wordt vooral bepaald door de bouwactiviteiten van de 19e eeuw en 20e eeuw.

## Monumenten
Langs de Vrijheid zijn diverse monumenten te vinden, waaronder het 16e-eeuwse stadhuis en de eveneens 16e-eeuwse Sint-Katharinakerk. Het in oorsprong 14e-eeuwse begijnhof staat op de Werelderfgoedlijst. Een van de mogelijk oudste huizen aan de Vrijheid is De Gulden Coppe uit begin 16e eeuw. Het Knechtjenscollege uit 1555-1560 is een voormalig jongensweeshuis dat uit de nalatenschap van Elisabeth van Culemborg is gefinancierd.
Ook staan er in de straat twee monumentale voormalige bierbrouwerijen: De Vier Heemskinderen en brouwerij Brosens, waarvan de laatste actief was van 1675 tot 1989.